# Saumane-de-Vaucluse
Saumane-de-Vaucluse (okzitanisch Saumana de Vauclusa) ist eine französische Gemeinde mit 890 Einwohnern (Stand 1. Januar 2022) im Département Vaucluse der Region Provence-Alpes-Côte d’Azur.

## Lage
Das Dorf liegt östlich von Avignon, am Fuß der Berge von Vaucluse (Monts de Vaucluse) und ist vier Kilometer von Fontaine-de-Vaucluse sowie fünf Kilometer von L’Isle-sur-la-Sorgue entfernt.

## Geschichte
Im 12. Jahrhundert wurde auf einem Hügel über der Stadt das Schloss Saumane errichtet. In dieser Zeit wurde auch die romanische Kirche Saint-Trophime gebaut.
1451 ging das Lehen Saumane von Nikolaus V. (Papst) an Baudet de Sade. Das Dorf blieb im Besitz des Hauses Sade bis zum Ende des Feudalismus. Im 16. Jahrhundert starb Baudets Linie aus, sodass das Lehen an einen anderen Zweig der Familie fiel.
1720 beteiligte sich das Dorf am Bau der Pestmauer, die das Venaissin vor der Pest aus der Provence schützen sollte.

### Bevölkerungsentwicklung
| Jahr                       | 1962 | 1968 | 1975 | 1982 | 1990 | 1999 | 2006 | 2017 |
| Einwohner                  | 393  | 340  | 443  | 581  | 644  | 684  | 760  | 948  |
| Quellen: Cassini und INSEE |      |      |      |      |      |      |      |      |

## Sehenswürdigkeiten
Das Dorf erstreckt sich über die gesamte Länge eines Hanges und ist von engen, gepflasterten Gassen mit alten Häusern durchzogen.

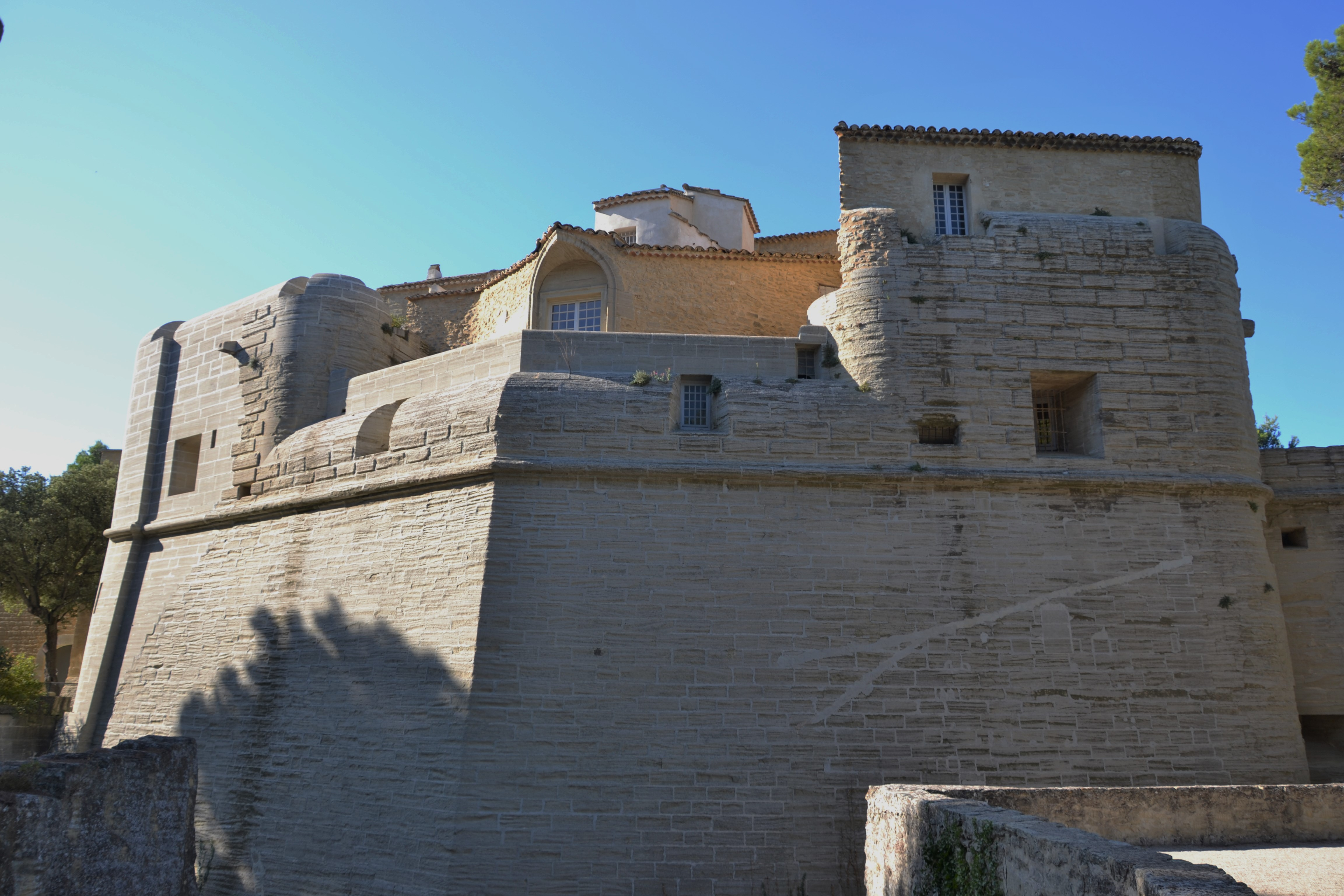
Nördliche Fassade von Schloss Saumane

Das Schloss ist hinter den Pinien des Parks versteckt. Es wurde im 12. Jahrhundert erbaut und vor allem Mitte des 15. Jahrhunderts von Baudet de Sade umgestaltet. Es nahm dann das Aussehen einer Festung mit einem so ausgeklügelten Verteidigungssystem an, dass die örtlichen Behörden besorgt waren und die Arbeiten einstellen ließen. Nachdem das Schloss während der Revolution verlassen worden war, wurde es im 19. Jahrhundert restauriert.

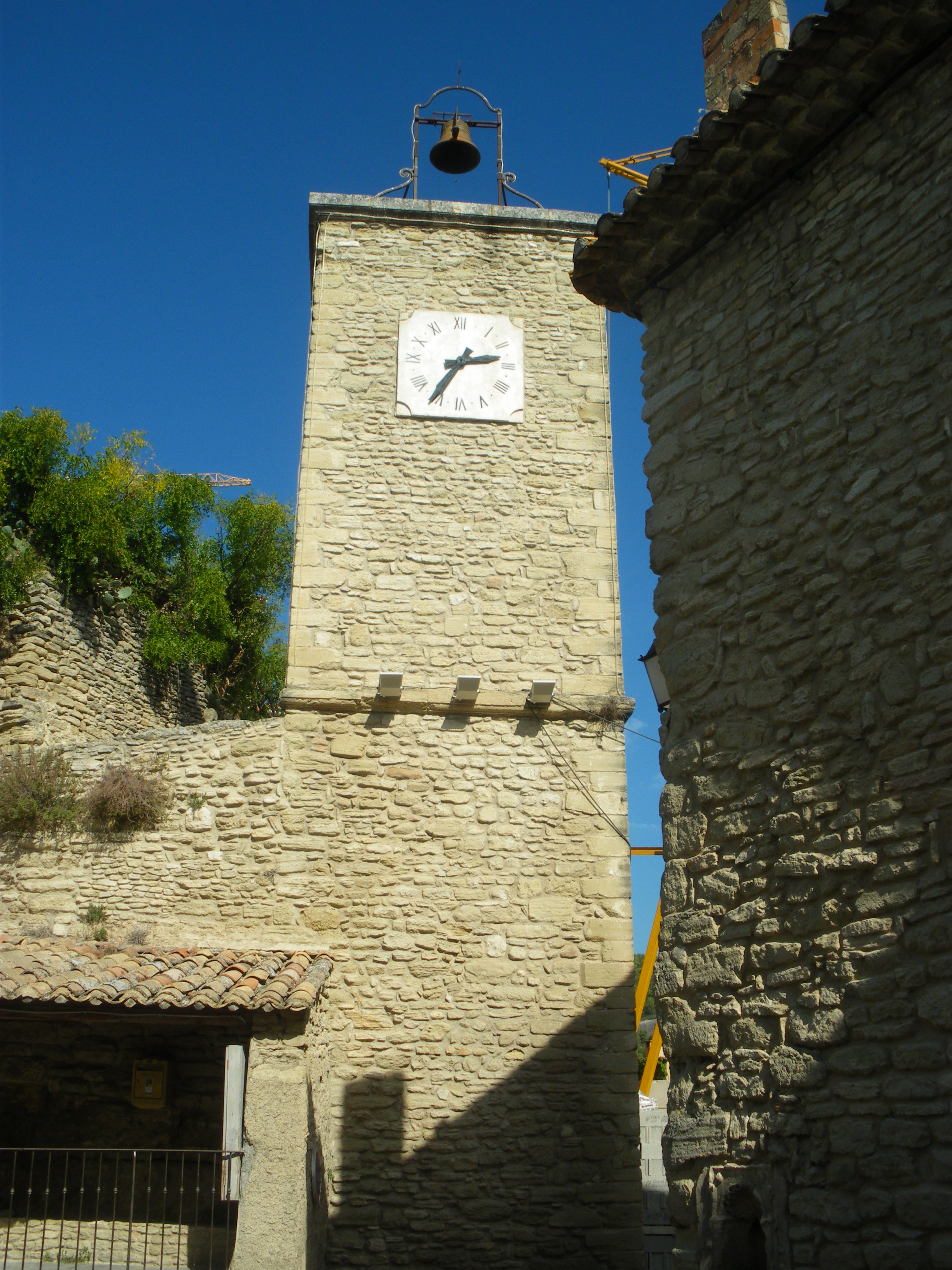
Glockenturm

Neben dem Waschhaus steht ein quadratischer Glockenturm, der von einer einfachen Glocke gekrönt wird. Am Ende des Felsvorsprungs, mit Blick auf die enge, in den Fels gehauene Straße, befindet sich die Kirche romanischen Ursprungs Saint-Trophime, die im 16. Jahrhundert ausgebaut wurde.

## Persönlichkeiten
- Jacques-François-Paul-Aldonce de Sade (1705–1778), französischer Literat, zeitweise Besitzer des Lehens Saumane
- Dave (* 1944), niederländischer Sänger und Fernsehmoderator, lebt in Saumane

## Bibliographie
- Robert Bailly: Dictionnaire des communes du Vaucluse. A. Barthélemy, Avignon 1986, ISBN 2-903044-27-9.
- Jules Courtet: Dictionnaire géographique, géologique, historique, archéologique et biographique du département du Vaucluse. Christian Lacour, Nîmes (réed.), 1997, ISBN 2-84406-051-X.
- André-Yves Dautier: Trous de mémoire. Troglodytes du Luberon et du plateau de Vaucluse. Alpes de Lumières, 1999, ISBN 2-906162-49-3.
- Jean-Pierre Saltarelli: Les Côtes du Ventoux, origines et originalités d'un terroir de la vallée du Rhône. A. Barthélemy, Avignon 2000, ISBN 2-87923-041-1.